# (5413) Smyslov
(5413) Smyslov es un asteroide perteneciente al cinturón de asteroides, descubierto el 13 de marzo de 1977 por Nikolái Stepánovich Chernyj desde el Observatorio Astrofísico de Crimea (República de Crimea).

## Designación y nombre
Designado provisionalmente como 1977 EC2. Fue nombrado Smyslov en honor al ajedrecista soviético Vasili Vasílievich Smyslov, gran maestro de ajedrez y campeón mundial en la temporada 1957-1958. También es conocido como un gran cantante, aficionado a la ópera, interpretando arias operísticas y canciones folclóricas rusas.

## Características orbitales
Smyslov está situado a una distancia media del Sol de 3,159 ua, pudiendo alejarse hasta 3,617 ua y acercarse hasta 2,701 ua. Su excentricidad es 0,145 y la inclinación orbital 0,424 grados. Emplea 2051,58 días en completar una órbita alrededor del Sol.

## Características físicas
La magnitud absoluta de Smyslov es 12,2. Tiene 17,572 km de diámetro y su albedo se estima en 0,059. 